# La pazza gioia
La pazza gioia è un film del 2016 diretto da Paolo Virzì, con protagoniste Valeria Bruni Tedeschi e Micaela Ramazzotti.
Il film è stato presentato nella sezione Quinzaine des Réalisateurs al Festival di Cannes 2016.

## Trama
Villa Biondi, nei dintorni di Pistoia, è una comunità per donne affette da disturbi mentali. Qui nel maggio 2014 si incontrano Beatrice, una donna che si atteggia a gran signora finita lì come per caso, e Donatella, una giovane introversa e diffidente. Le due donne, dopo un approccio finito male, stringono un'inaspettata amicizia, che spinge i responsabili a sceglierle per un programma rieducativo di lavoro in un vivaio della zona.
Proprio lì, un giorno che il pulmino che dovrebbe riaccompagnarle in struttura ritarda, le due fuggono insieme su un autobus di linea e si ritrovano, finalmente libere, in un centro commerciale. Inseguite dagli operatori di Villa Biondi, trovano aiuto in un passante che dà loro un passaggio. L'uomo però sembra avere cattive intenzioni e, cogliendo al balzo un'occasione, Donatella scivola sul sedile di guida e scappa con l'amica rubando la macchina.
Euforiche per la fuga, le due donne ignorano le chiamate degli operatori che vorrebbero riportarle al sicuro, e decidono invece di recarsi da una veggente di Uzzano che dà loro risposte sibilline e riaccende la speranza su antichi fantasmi, legati al figlio di Donatella, Elia, che le è stato tolto dopo che ella tentò un omicidio-suicidio, e a un amante di Beatrice, un certo Renato, che l'ha abbandonata. Ciò innesca una crisi che, in assenza ormai di medicinali, è solo lo spirito positivo di Beatrice a calmare, invitando l'amica ad andare a divertirsi a Montecatini Terme.
Qui riescono a barcamenarsi finché il legittimo proprietario dell'autovettura non le scova e se la riprende. Finiscono allora dalla madre di Donatella, che ha rintracciato la figlia col telefono dopo essere stata sollecitata dagli operatori sanitari. La donna, che fa la badante, propone di ospitarle una notte, essendo ormai tardi, con l'intenzione di farle poi venire a riprendere il mattino successivo, ma le due fuggono di nuovo, dopo aver rubato farmaci e soldi.
Con l'autostop arrivano a Viareggio e, trascinate dall'irrefrenabile voglia di Beatrice di darsi alla pazza gioia, si fanno rimorchiare da alcuni ragazzi, che le portano in discoteca. Arrivano proprio in un locale di Marina di Pietrasanta dove Donatella aveva lavorato e dove incontra Maurizio, il suo ex-datore di lavoro che l'ha rovinata mettendola incinta e abbandonandola. In seguito a una lite causata da Beatrice, che si è giocata tutti i soldi alla roulette, arrivano i Carabinieri che le separano: Donatella, diffamata da Maurizio, sarà presa in custodia e, dopo essere stata scaricata dal padre, musicista al lumicino, viene destinata a un OPG, poiché ritenuta socialmente pericolosa.
L'altra nel frattempo si è dileguata e irrompe, la mattina dopo, nella casa al Monte Argentario dell'ex-marito, un famoso avvocato. Rimasta sola con lui, che la desidera ancora nonostante lei l'abbia lasciato inguaiandosi con il fantomatico Renato e lui si sia risposato, vanno a letto insieme e, dopo averlo sedato, Beatrice fugge di nuovo col tablet del marito, soldi e gioielli. Fingendosi l'avvocato stesso, scopre tutto sul conto dell'amica, su come si sia inguaiata, su dove si trovi adesso e su quale famiglia abbia in affido Elia. Con un taxi decide quindi di andare a liberarla presso l'OPG di Castiglione delle Stiviere. Arrivata lì, Beatrice riesce rocambolescamente a corrompere un'inserviente e a far recapitare a Donatella, che nel frattempo è ricaduta nella depressione più nera, una busta con l'indirizzo di Elia e un bracciale del valore di 35.000 euro. Fa sosta anche a Mantova, a casa di Renato, il suo ex-amante, venendo salvata da una scena penosa solo grazie al tassista.
Donatella riesce a fuggire e arriva a Capannori, dove l'aspetta Beatrice, nella bella villa di sua madre. Qui, mentre una troupe sta girando un film, le due finiscono tra le comparse e, truccate e abbigliate con costumi d'epoca, scappano su una decappottabile storica, riuscendo a dirigersi verso la casa dei genitori adottivi di Elia. Mentre Beatrice parla con questi ultimi, distraendoli, Donatella riesce a spiare Elia, che ormai non la riconosce nemmeno più.
Sconsolate, le due si ritrovano di nuovo senza meta, arrivando a tarda serata in piazza Mazzini a Viareggio, dove sciolgono le proprie paure e si confidano l'un l'altra. Quando il personale di villa Biondi riesce infine a ritrovarle, Beatrice viene riacciuffata, mentre Donatella scappa ancora: investita da uno scooter, ha la forza di scappare ancora e nascondersi in spiaggia dove si sveglia la mattina dopo, stanca, sporca e livida.
Il caso però vuole che quel giorno la famiglia adottiva di Elia sia andata al mare e che la donna si ritrovi, per qualche minuto, faccia a faccia col suo bambino e sorvegliata dagli occhi dei genitori adottivi che non intervengono, per evitare conflitti e un potenziale trauma per il piccolo. La donna, dopo aver fatto il bagno con Elia, gli parla e prende con lui l'impegno di rivederlo dopo che si sarà fatta curare, quindi va via, ormai pacificata, perché ora ha un progetto di vita. Con uno sforzo estremo riesce ad arrivare a piedi ai cancelli di villa Biondi, dove l'amica la sta aspettando.

## Produzione

### Sceneggiatura
L'idea del film è nata a Paolo Virzì mentre stava girando una scena tra Fabrizio Bentivoglio e Fabrizio Gifuni sul set de Il capitale umano, osservando la moglie Micaela Ramazzotti, incinta della loro secondogenita, venuta a trovarlo per il suo compleanno, camminare insicura nel fango e nella neve per mano di Valeria Bruni Tedeschi «con un misto di paura e di fiducia. Ecco, i due personaggi sono nati lì in quella immagine che avrei voluto inseguire con la macchina da presa» ha affermato il regista.
Il personaggio di Beatrice Morandini Valdirana si è delineato nella mente del regista durante le riprese della scena finale non prevista de Il capitale umano, tagliata durante il montaggio, raffigurante Carla Bernaschi che fugge dalla sua casa correndo a piedi nudi nel parco della villa, che Valeria Bruni Tedeschi ha ripetuto entusiasta più volte nonostante non fosse necessario: «Credo che in quel momento ho visto per la prima volta Beatrice Morandini Valdirana ovvero la signora Bernaschi che si era tolta la maschera della buona educazione e finalmente manifestava la sua follia», ha dichiarato Virzì.
Dal soggetto del regista toscano è nata una sceneggiatura scritta in collaborazione con Francesca Archibugi, sua grande amica, che aveva già trattato il tema del disturbo mentale e delle strutture psichiatriche successive alla legge Basaglia nel film Il grande cocomero: «se c’è una cosa che da sempre accomuna [me e Paolo]» ha dichiarato la cosceneggiatrice, «è quella di considerare naturale maneggiare i personaggi come dei casi clinici; entrambi raccontiamo sempre un po’ casi umani».
Virzì ha affermato di essere stato influenzato da Qualcuno volò sul nido del cuculo di Miloš Forman e dalla pièce teatrale Un tram che si chiama Desiderio di Tennessee Williams (e dall'omonimo film diretto da Elia Kazan) da cui ha rubato «intere battute di Blanche Dubois, mettendole in bocca a Beatrice».

### Riprese
Il 22 e il 23 febbraio 2015 il regista ha filmato delle scene con protagonista Micaela Ramazzotti ambientate durante il carnevale di Viareggio e a Livorno. L'inizio ufficiale delle riprese è avvenuto però il 18 maggio seguente, con una durata di otto settimane.
Il film è stato girato tra Livorno nella riserva naturale Calafuria, Viareggio (passeggiata, anche durante il carnevale, piazza Mazzini, piazza Puccini, la pineta, l'ospedale), Montecatini Terme (le Terme Tettuccio trasformate in un ristorante lussuoso), Campi Bisenzio (il centro commerciale I gigli), Capannori (villa Mansi), Ansedonia e Pistoia (villa Forteguerri e vivai).
La comunità terapeutica di Villa Biondi, che nel lungometraggio si trova nei dintorni di Pistoia, in realtà è una villa appartenente a Roberto Mezzaroma sulla via Tiberina; i murales sono stati creati per il set.
L'auto con cui scappano le due protagoniste è una Lancia Appia Convertibile Vignale.

## Colonna sonora
Il brano musicale portante del film è la canzone Senza fine nella versione di Gino Paoli.

## Promozione
Il primo trailer è stato diffuso il 29 gennaio 2016. Dal 10 maggio al 5 giugno 2016 è stata organizzata con le foto di scena una mostra alla Casa del Cinema di Roma.
La locandina francese raffigurante la fuga in spider rossa delle due protagoniste, doveva inizialmente essere il poster italiano.

## Distribuzione
Il film è stato presentato in anteprima nella sezione Quinzaine des Réalisateurs al Festival di Cannes 2016, per poi essere distribuito in 400 copie nelle sale italiane a partire dal 17 maggio 2016.
Le date di uscita internazionali sono state:
- 17 maggio 2016 in Italia
- 8 giugno 2016 in Francia (Folles de joie)

## Accoglienza

### Incassi
Nel primo weekend di programmazione ha guadagnato 1335000 €. Al 28 agosto 2016, la pellicola ha incassato in Italia 6060000 €.
Il film è stato distribuito dalla casa di distribuzione Bac Films in vari paesi esteri sia europei (tra cui Francia, Benelux, Germania, Spagna, Portogallo) che extraeuropei (come Taiwan, Brasile, Argentina, Australia, Israele).

### Critica
Il film è stato accolto in maniera principalmente positiva dalla critica italiana. «Uno dei più bei film italiani della stagione (e non solo)» scrive Fabio Ferzetti su Il Messaggero, elogiando sia la «straordinaria alchimia delle protagoniste» che si danno «senza riserve ai personaggi, ma mantenendo sempre un controllo perfetto» sia la sceneggiatura «che condensa mondi interi in una battuta e spunti non banali nei continui equivoci fra queste donne che rappresentano due Italie inconciliabili», definendo il film «un esempio di buon uso della tradizione e delle risorse ancora disponibili. Umane, espressive e produttive».
Maurizio Acerbi de Il Giornale afferma che il film sarà ricordato «solamente per la bravura delle due protagoniste [...] Valeria Bruni Tedeschi (soprattutto) e di Micaela Ramazzotti (l'attrice più brava, in Italia)» a cui la pellicola «deve tutto». Il giornalista critica la sceneggiatura che  «analizza indirettamente (non sarebbe il solito Virzì), il ventennio berlusconiano» e dichiara che l'obiettivo del regista di raccontare «uno spaccato d'Italia» è rimasto «solo nelle intenzioni».
«Vero che al film avrebbe giovato qualche piccolo taglio», dichiara Alessandra Levantesi Kezich de La Stampa, «ma è un peccato veniale, perché lo spessore umano delle protagoniste è più forte di tutto [e il regista], ben coadiuvato dal direttore di fotografia Vladan Radovic, le pedina con uno sguardo amoroso che trascina con sé lo spettatore». «Strepitosa Valeria Bruni Tedeschi, fa la matta aristocratica come riesce solo alle attrici americane» afferma Mariarosa Mancuso de Il Foglio, che critica tuttavia definendola «di maniera» sia l'interpretazione di Micaela Ramazzotti sia quelle «molto di maniera» degli psichiatri e assistenti sociali, ma anche «la retorica sulla follia che irrompe a scardinare questo mondo omologato si poteva togliere di mezzo».

## Riconoscimenti
- 2017 - David di Donatello
  - Miglior film
  - Miglior regista a Paolo Virzì
  - Migliore attrice protagonista a Valeria Bruni Tedeschi
  - Migliore scenografo a Tonino Zera
  - Migliore acconciatore a Daniele Tartari
  - Candidatura per la Migliore sceneggiatura originale a Francesca Archibugi e Paolo Virzì
  - Candidatura per il Migliore produttore a Marco Belardi
  - Candidatura per la Migliore attrice protagonista a Micaela Ramazzotti
  - Candidatura per la Migliore attrice non protagonista a Valentina Carnelutti
  - Candidatura per la Migliore autore della fotografia a Vladan Radovic
  - Candidatura per il Migliore musicista a Carlo Virzì
  - Candidatura per la Migliore canzone originale a Po Popporoppò
  - Candidatura per il Migliore costumista a Catia Dottori
  - Candidatura per il Migliore truccatore a Esme Sciaroni
  - Candidatura per il Migliore montatore a Cecilia Zanuso
  - Candidatura per il Miglior suono a Alessandro Bianchi, Luca Novelli, Daniela Bassani, Fabrizio Quadroli, Gianni Pallotto
  - Candidatura per il Premio David giovani
- 2016 - Nastro d'argento
  - Regista del miglior film a Paolo Virzì
  - Migliore sceneggiatura a Paolo Virzì, Francesca Archibugi
  - Migliore attrice protagonista a Valeria Bruni Tedeschi e Micaela Ramazzotti
  - Migliori costumi a Catia Dottori
  - Migliore colonna sonora a Carlo Virzì
  - Premio Wella per l'immagine a Micaela Ramazzotti
  - Premio Shiseido a Valeria Bruni Tedeschi
  - Candidatura a Miglior produttore a Rai Cinema, Motorino Amaranto e Indiana Production
  - Candidatura a Migliore attrice non protagonista a Valentina Carnelutti
  - Candidatura a Migliore scenografia a Tonino Zera
  - Candidatura a Migliore montaggio a Cecilia Zanuso
  - Candidatura a Miglior sonoro in presa diretta a Alessandro Bianchi
- 2017 - Globo d'oro
  - Migliore sceneggiatura a Francesca Archibugi e Paolo Virzì
  - Candidatura per il Miglior film
- 2017 - Ciak d'oro
  - Miglior film[23]
  - Migliore attrice protagonista a Micaela Ramazzotti[23]
  - Miglior montaggio a Cecilia Zanuso[23]
  - Candidatura a Migliore attrice non protagonista a Valentina Carnelutti
  - Candidatura a Miglior produttore a Marco Belardi
  - Candidatura a Migliore sceneggiatura a Paolo Virzì, Francesca Archibugi
  - Candidatura a Miglior fotografia a Marco Belardi
  - Candidatura a Miglior sonoro in presa diretta a Alessandro Bianchi e Luca Novelli
  - Candidatura a Miglior scenografia a Tonino Zera
  - Candidatura a Miglior costumi a Catia Dottori
- 2016 - European Film Award[24]
  - Candidatura a Migliore attrice a Valeria Bruni Tedeschi
- 2016 - Ischia Film Festival[25]
  - Migliore attrice dell'anno a Valeria Bruni Tedeschi
- 2016 - Federazione Italiana Film d'Essai[26]
  - Miglior film d'essai
  - Miglior produttore dell'anno a Marco Belardi
  - Miglior attrice dell'anno a Micaela Ramazzotti
- 2016 - Semana Internacional de Cine de Valladolid[27]
  - Espiga de oro a Paolo Virzì
  - Premio per la miglior attrice a Valeria Bruni Tedeschi e Micaela Ramazzotti
  - Premio del pubblico a Paolo Virzì
- 2017 - Bari International Film Festival
  - Premio Luciano Vincenzoni - Migliore sceneggiatura a Francesca Archibugi e Paolo Virzì
  - Premio Anna Magnani - Migliore attrice protagonista a Valeria Bruni Tedeschi
- 2017 - Festival Cinema Spello ed i Borghi Umbri Rassegna Concorso Le Professioni del Cinema
  - Migliore sceneggiatura a Francesca Archibugi e Paolo Virzì
  - Migliore musica a Carlo Virzì
  - Migliore acconciatore a Daniela Tartari
  - Migliore costumista a Catia Dottori
  - Migliore trucco a Esmè Sciaroni
- 2017 - Premio Suso Cecchi D'Amico Castiglioncello per la sceneggiatura
  - Migliore sceneggiatura a Francesca Archibugi e Paolo Virzì